# Gontrand Gonnet
Pour les articles homonymes, voir Gonnet.
Gontrand Gonnet est un homme politique français né le 8 juin 1878 à Mers-les-Bains (Somme) et décédé le 6 janvier 1949 à Péronne (Somme).

## Biographie
Fils de Gontran Gonnet, député de la Somme, il est avocat à Péronne, conseiller municipal en 1904 et adjoint au maire. Il subit un cuisant échec en se présentant en  1910 aux élections législatives dans la deuxième circonscription de Péronne.
Mobilisé en 1914, il fut lieutenant au 16e Régiment d'infanterie, blessé au combat, il fut décoré de la croix de guerre et de la Légion d'honneur.
Élu conseiller général, il se présenta aux élections législatives de 1919 sur la liste de concentration républicaine, réélu en 1924 et 1928. Il s'inscrivit en 1919 au groupe des Républicains de gauche, puis en 1924 et 1928 au groupe de la Gauche radicale. Il adhéra au parti républicain démocratique et social.
Gontrand Gonnet fut membre de la commission des régions libérées dont il fut élu vice-président, membre de la commission de la législation civile et criminelle et membre de la commission des mines.
Il ne se représenta pas aux élections législatives de 1932.

## Sources
- « Gontrand Gonnet », dans le Dictionnaire des parlementaires français (1889-1940), sous la direction de Jean Jolly, PUF, 1960 [détail de l’édition]